# Деспотизм
Деспоти́зм (от др.-греч. δεσποτία) — неограниченная власть. Одна из основополагающих характеристик диктаторского правления, которая связана с властным произволом, усиливаемым концентрацией политической власти в руках главы государства, отсутствием принципа разделения властей, подавлением инакомыслия любыми средствами, использованием армии для подкрепления действий государственного аппарата в целях осуществления монополии на власть.
Де́спот (от др.-греч. δεσπότης — господин) — полновластный правитель (не путать с правителем-узурпатором — тираном).

## Деспотия
Деспотизм — форма государственного правления, разновидность автократии, при которой верховная государственная власть сконцентрирована в руках абсолютного правителя или узкой группы лиц, которые вправе свободно распоряжаться судьбой своих подданных, то есть в деспотии самодержавный монарх не только правитель своего государства, но и господин своих подданных.
Аристотель писал в своём сочинении «Политика», что власть государя схожа с властью хозяина над рабами.
Деспотиями являлись государства Древнего Востока и Древней Африки: Ассирия, Вавилон, Древний Египет, древнеиндийские государства, Китайские империи, Персия Ахеменидов и Персия Сасанидов. Кроме того, классическими деспотиями были греческие тирании, государство Великих Моголов в Индии и Османская империя.